# Pandemia de COVID-19 em Guadalupe
Este artigo documenta os impactos da pandemia de coronavírus de 2020 em Guadalupe pode não incluir todas as principais respostas e medidas contemporâneas.

## Linha do tempo
Em 12 de março, o primeiro caso de COVID-19 no país foi confirmado. Em 16 de março, 6 novos casos foram confirmados. Até 26 de março 84 casos testaram positivos e 1 óbito foram confirmados.